# Zona central de Chile

Mapa de las regiones naturales de Chile.
La zona central se encuentra en el verde.

La zona central de Chile es una de las cinco regiones naturales en que la Corporación de Fomento de la Producción (CORFO) dividió Chile en 1950. Sus límites son el río Aconcagua por el norte y el río Biobío por el sur. Limita al norte con el Norte Chico, al este con Argentina y al sur con la Zona sur de Chile. Incluye la mitad sur de la Región de Valparaíso (el archipiélago de Juan Fernández también), la Metropolitana de Santiago, O'Higgins, Maule, la parte norte de la del Biobío y el extremo que se encuentra al norte del río Biobío de la comuna de Lonquimay en la Araucanía. Es decir, la zona central de Chile se encuentra entre los ríos Aconcagua y Biobío.
Históricamente, ha sido la principal zona del país y por mucho, la de mayor número de habitantes (reúne cerca del 76% de la población total del país). Además, concentra el mayor porcentaje de la productividad económica del país, debido a su favorable clima mediterráneo y continentalizado en el interior.
En un sentido estricto, no se trata de un valle, sino de una planicie estrecha con valles menores, flanqueada al este por la cordillera de los Andes y al oeste por la de la Costa. En esta zona se encuentran las tres principales urbes del país: el Gran Santiago, el Gran Valparaíso y el Gran Concepción. Otras ciudades importantes son Quillota, Los Andes, San Antonio, Rancagua, San Fernando, Curicó, Talca, Linares, Cauquenes, Chillán y Los Ángeles. Santiago y Valparaíso son las ciudades políticamente más importantes de la zona y del país. En Santiago se encuentran los poderes Ejecutivo y Judicial y en Valparaíso, el Legislativo.
Popular e informalmente, esta zona se subdivide en zona central a las regiones de Valparaíso, Metropolitana de Santiago y de O'Higgins y zona centro-sur a las regiones del Maule, de Ñuble y del Biobío.
Es de ambiente templado con precipitaciones que van de los 350 a 1000 mm anuales.

## Economía

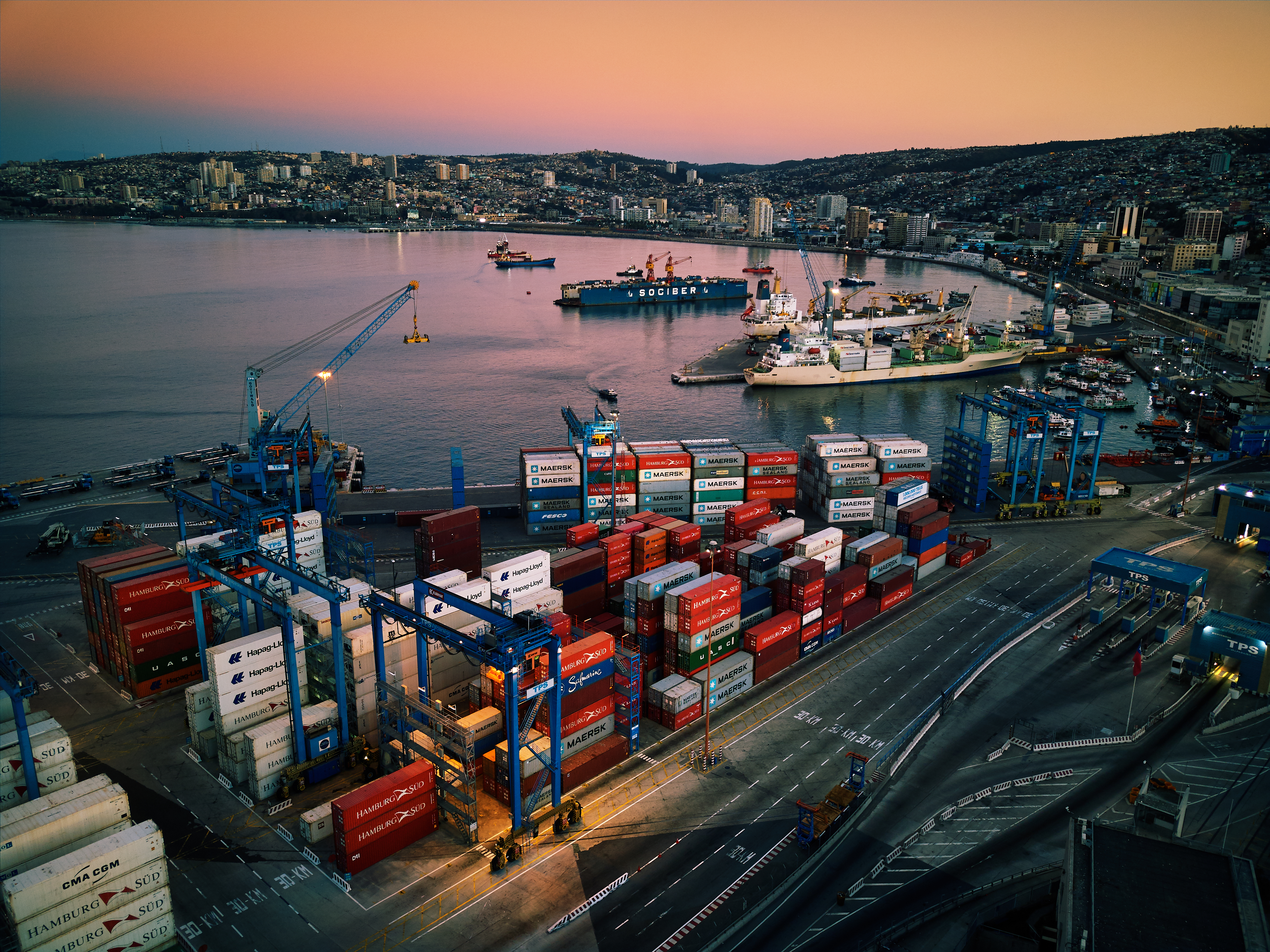
Puerto de Valparaíso, uno de los principales puertos de Chile, junto a San Antonio.
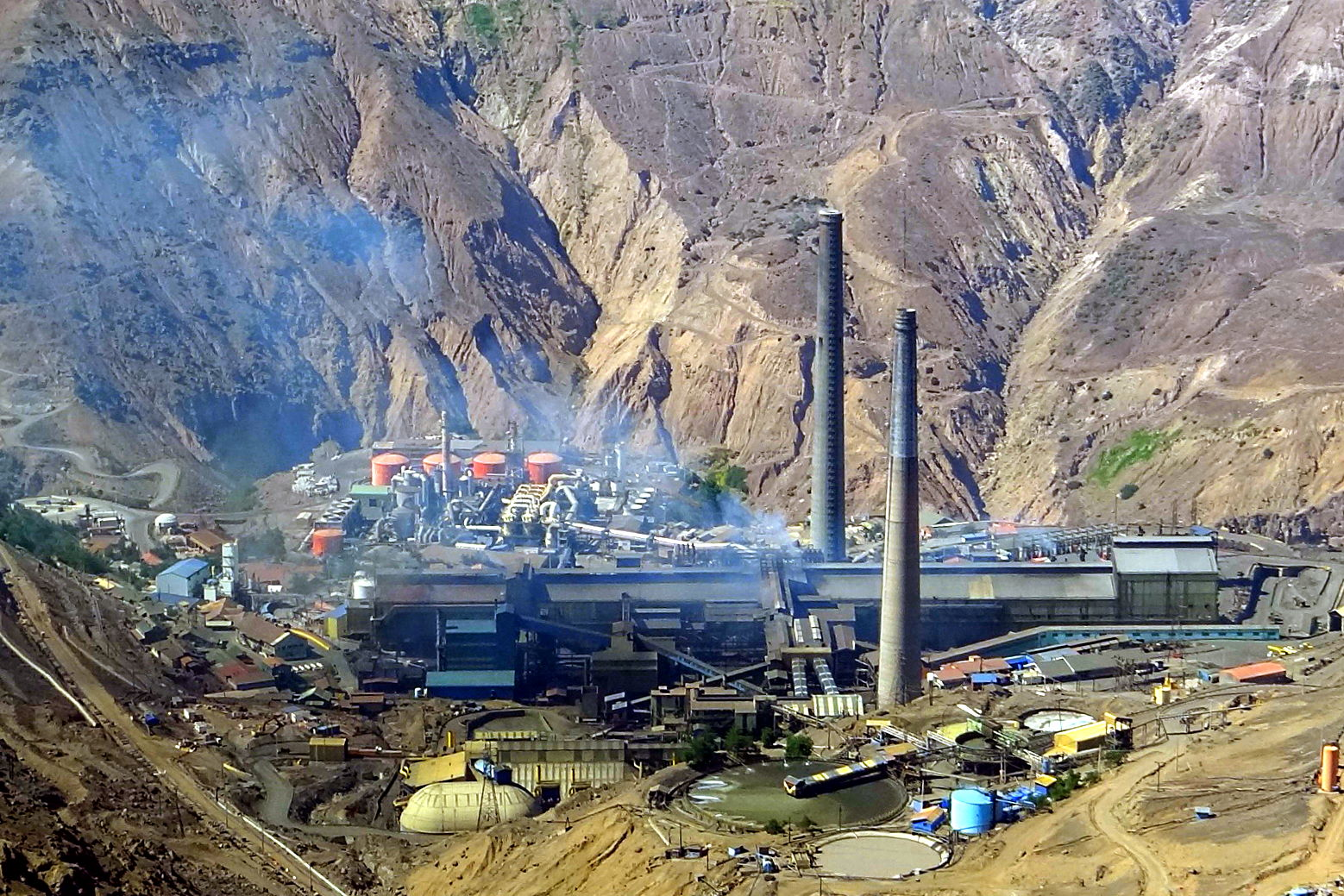
Mina El Teniente, la mina subterránea de cobre más grande del mundo.
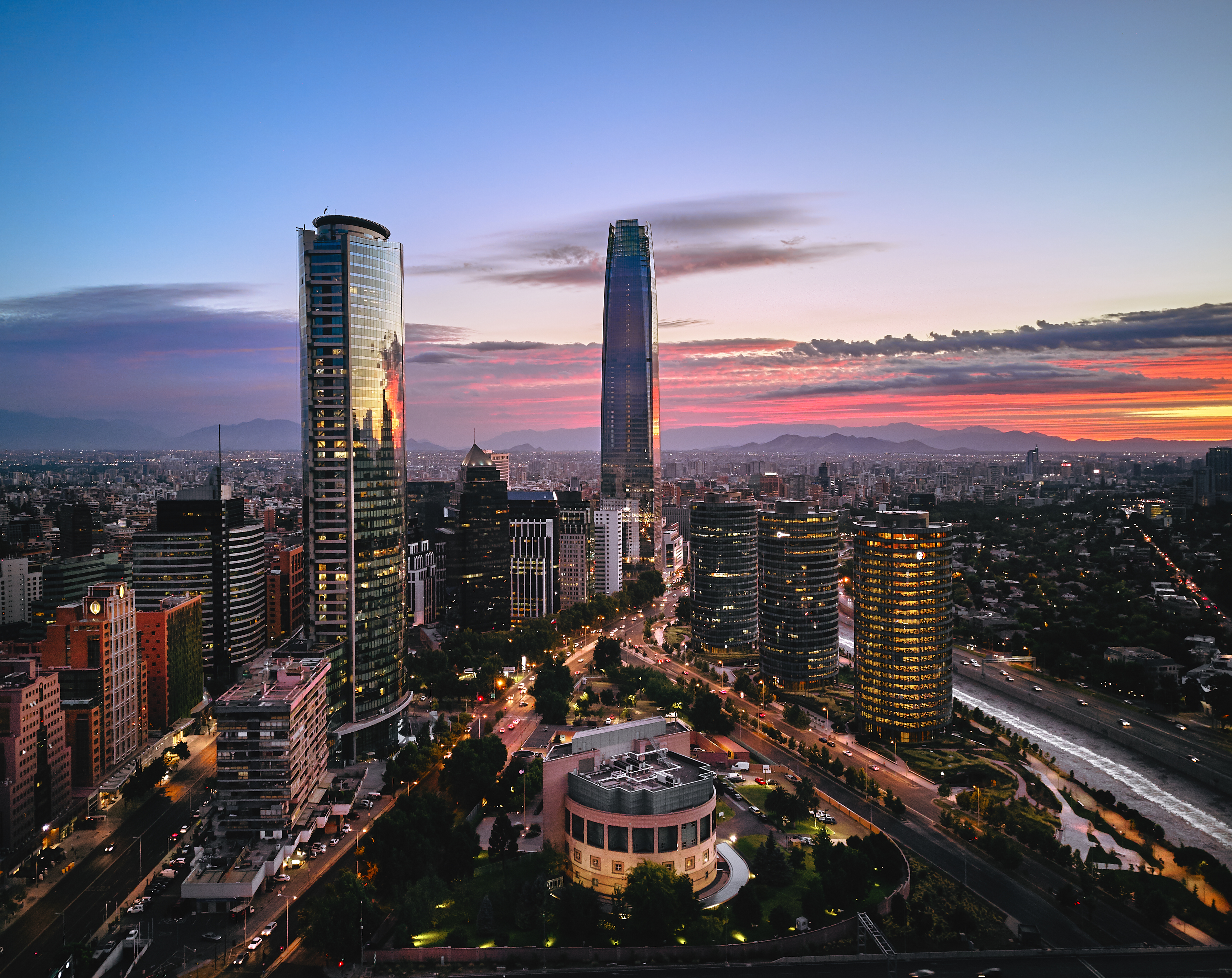
Sanhattan, principal centro financiero de Chile.
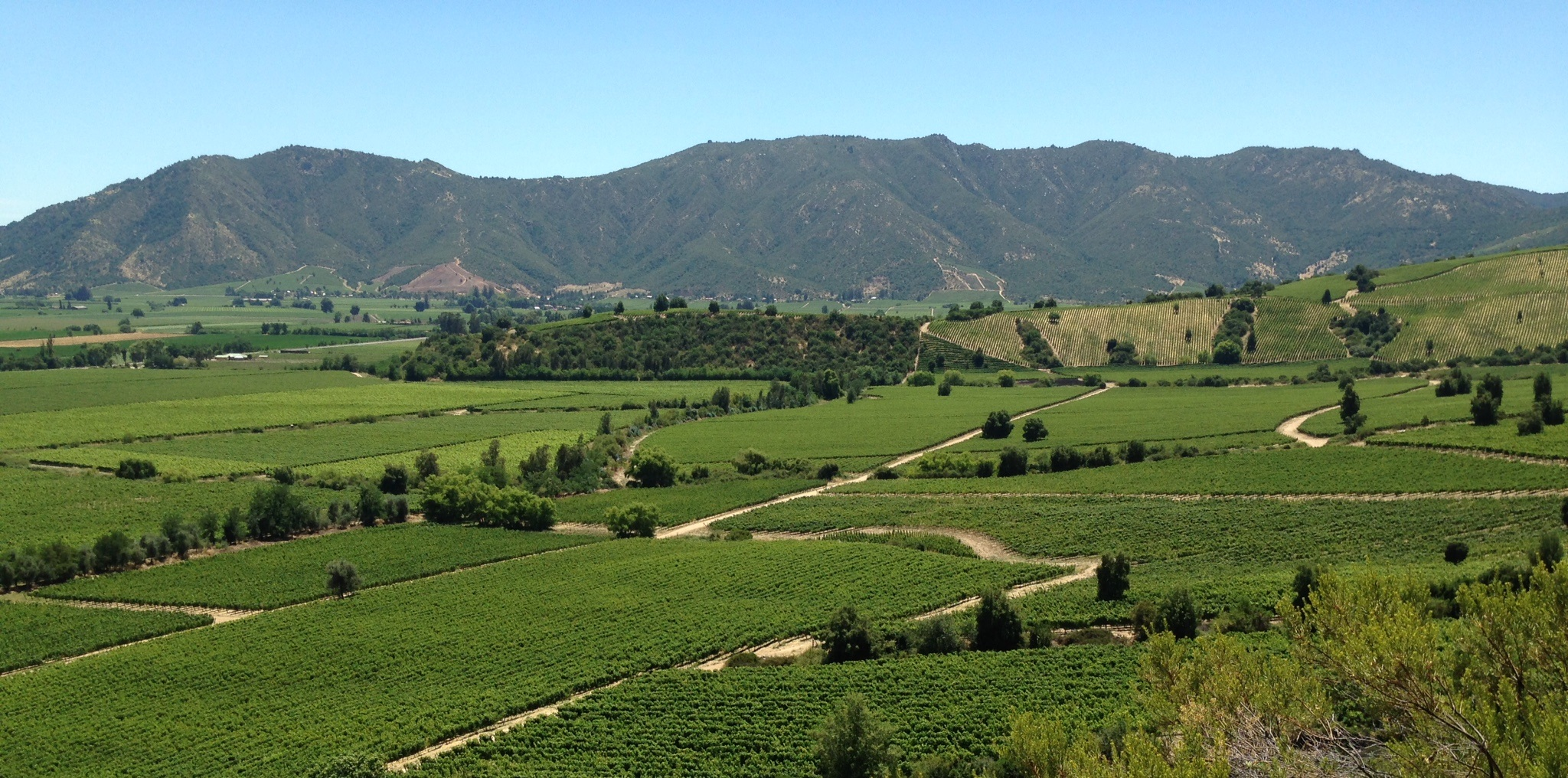
Viñedos en la ruta del vino del valle de Colchagua.
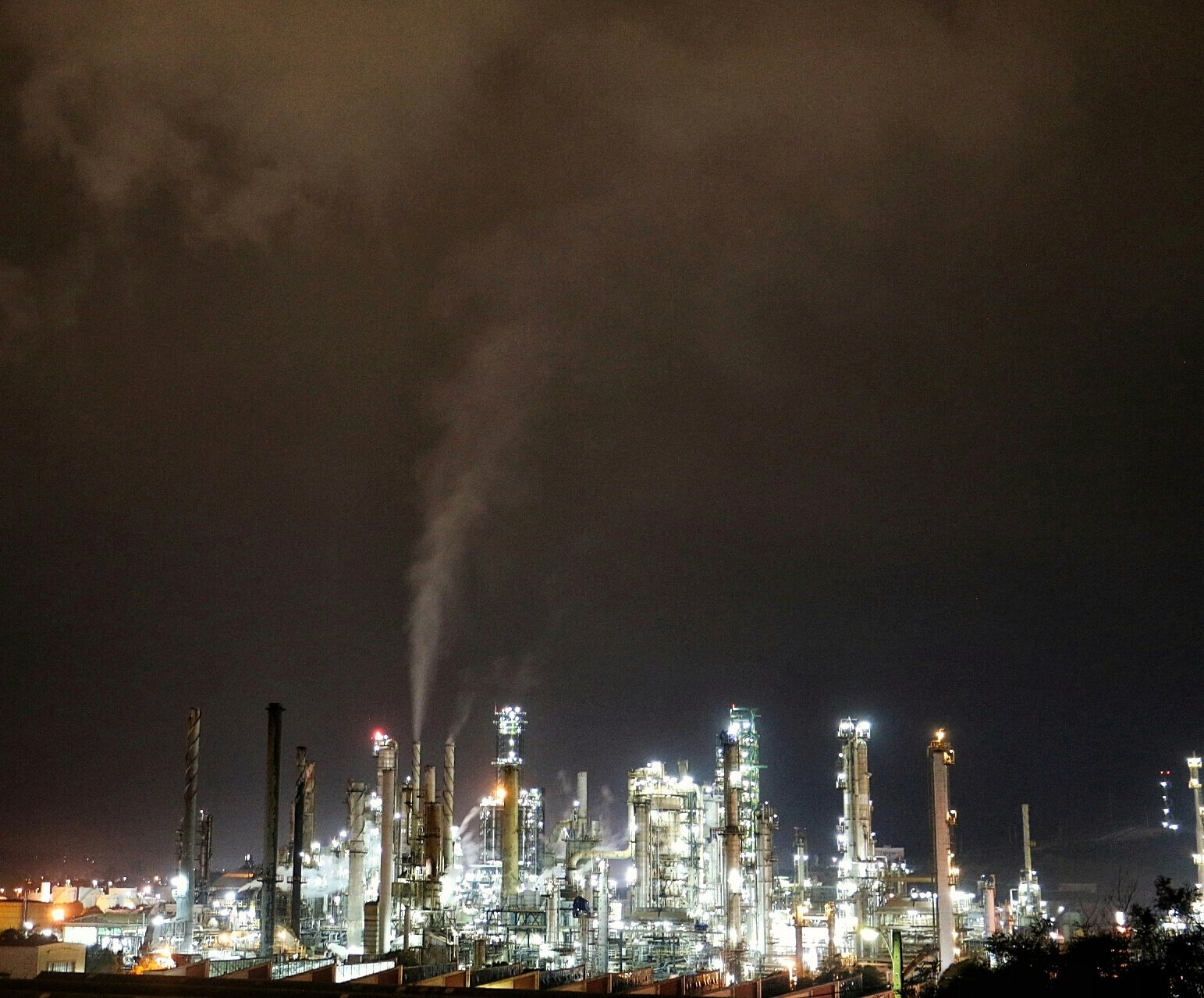
Refinería de petróleo de Enap en Concón.

- Portuaria: La Zona Central acoge los tres puertos más importantes del país, de norte a sur: Valparaíso, San Antonio y Talcahuano/San Vicente. De ellos, Valparaíso y San Antonio (Región de Valparaíso) son los más importantes a nivel nacional puesto que poseen mayor transferencia de carga y una mayor cercanía con la capital. Destaca Valparaíso por ser el único puerto en tener terminal importante de pasajeros. Además cuenta con los puertos menores de Quintero, Penco/Lirquén y Coronel.

- Minería: En la Zona Central se produce cobre, oro o plomo y piedra caliza que se utilizan para la elaboración del cemento. En la ciudad de Quintero (Región de Valparaíso) está situada la fundición y refinería de Ventanas. Hay producción de cobre, plata y oro —en el campo de los metales— y de carbonato de calcio, yeso y caliza —entre los no metales—. Sin embargo, el sector minero se concentra fundamentalmente en el cobre. Es así como la mina subterránea de El Teniente en la Región del Libertador General Bernardo O'Higgins, es una de las más importantes del país. En la Región del Biobío, el sector minero destaca especialmente por la producción de carbón, produciéndose allí casi la totalidad del carbón que consume el país. También se extraen cuarzo, granate y arcillas.

- Agricultura: Sus cultivos principales corresponden a los cereales —como el trigo, el maíz y las legumbres—, los frutales —destacando la producción de manzanas, uva de mesa, peras, almendras, ciruelas y duraznos—, y las hortalizas —lechugas, pepinos, zapallos, tomates, etc.—. En las regiones centrales ubicadas hacia el sur, la agricultura produce arroz, trigo, leguminosas y papas, así como también remolacha y raps. El sector frutícola es favorecido por las condiciones del suelo y el clima. Manzanas, peras, uva de mesa y cerezas se cultivan para la exportación. Es importante destacar que las viñas son un importante recurso de la zona y la producción de vino es una de las más importantes a nivel nacional. Destacan los siguientes valles: Valle de Casablanca, Valle de San Antonio/Valle de Leyda, Valle del Maipo, Valle del Cachapoal, Valle de Colchagua y Valle de Curicó y Valle del Maule.

- Ganadería: Porcinos, bovinos y ovinos componen mayormente la masa ganadera, si bien la producción avícola también es importante. En las regiones del Maule, de Ñuble y del Biobío, la producción de bovinos, ovinos y porcinos permite la existencia de lecherías y plantas faenadoras. En el ámbito agropecuario, la capacidad productiva de la Zona Central en esta materia, ha incentivado una activa agroindustria, dedicada a la elaboración de alimentos, lácteos, conservas y productos de molinería entre otros.

- Silvicultura: En esta zona, lo compone preferentemente el pino insigne procesado en la planta de celulosa ubicada en la ciudad de Constitución (Región del Maule).

## Flora y fauna

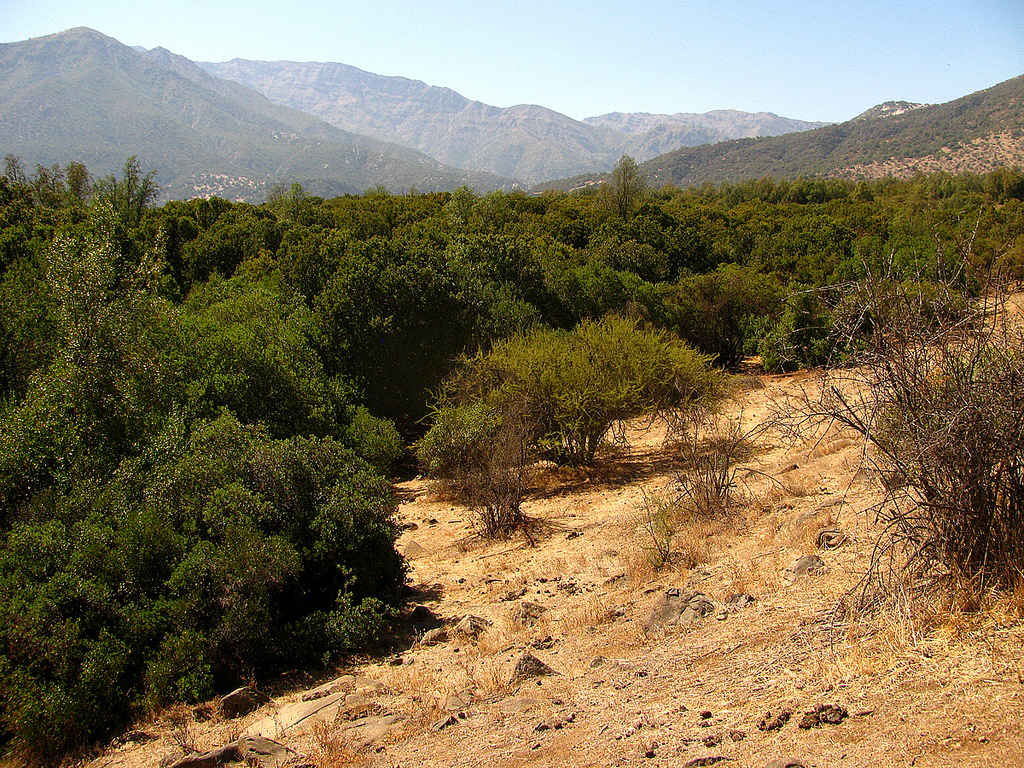
Bosque esclerófilo en las inmediaciones de Pirque.
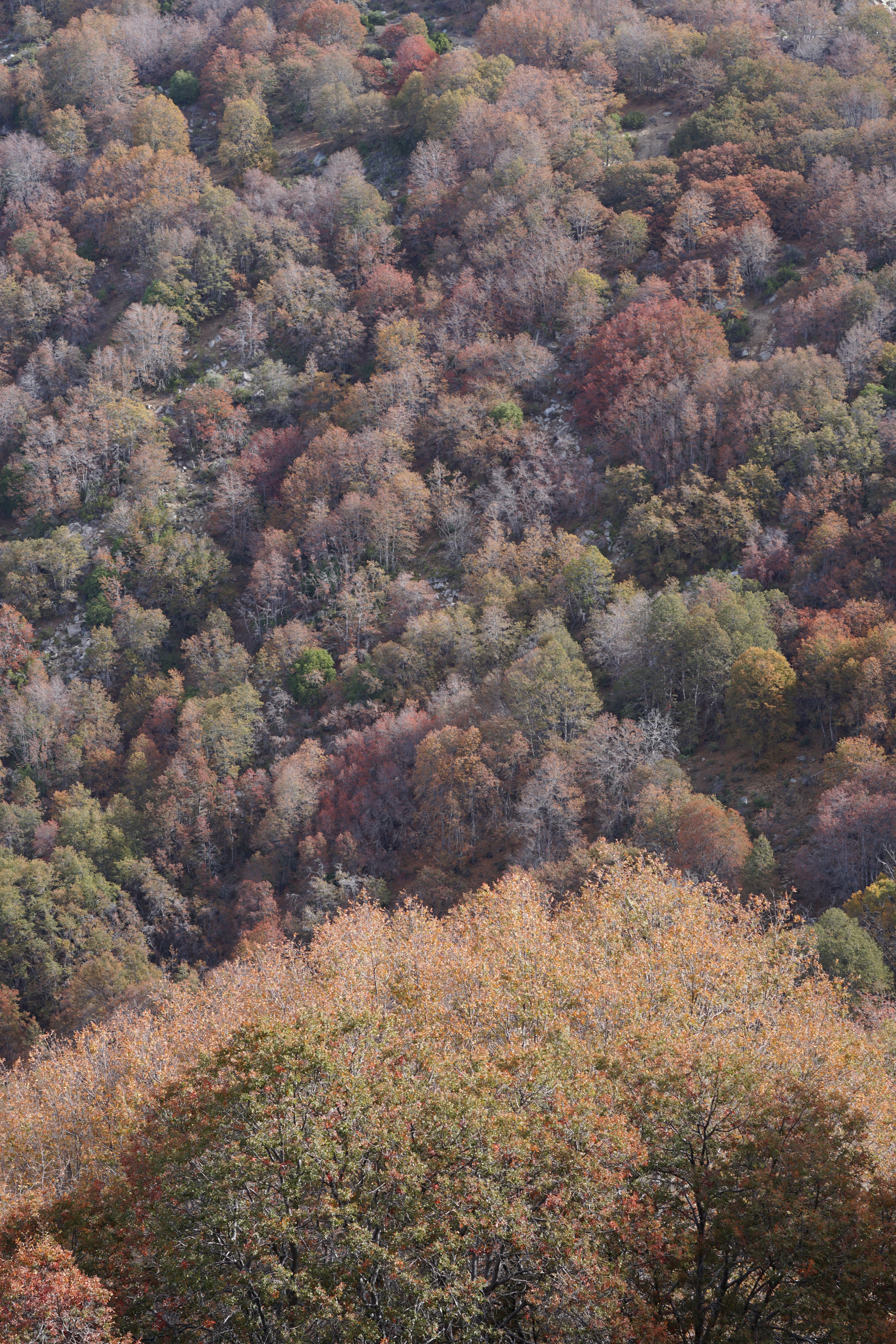
Bosque caducifolio otoñal de Nothofagus macrocarpa en cerro El Roble.
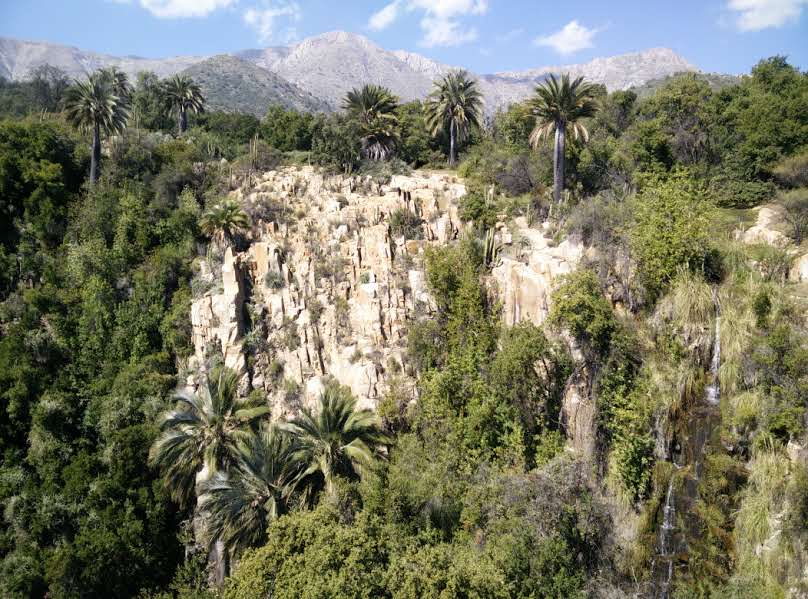
Bosque esclerófilo, con presencia de Jubaea chilensis, en el Parque Nacional La Campana.
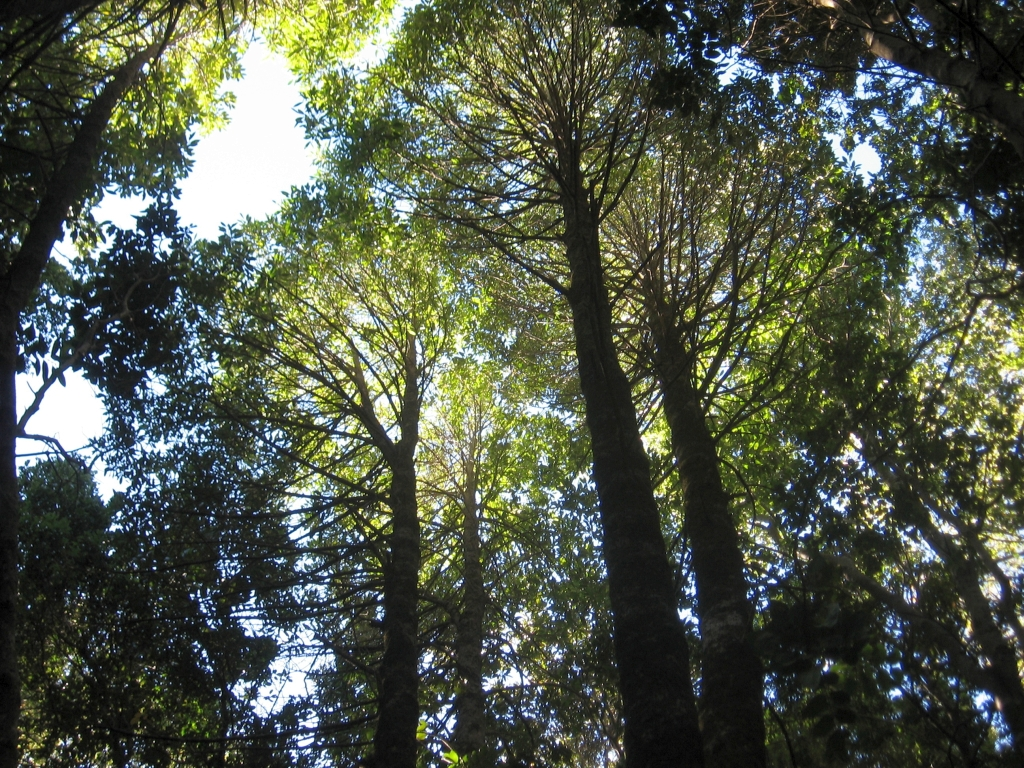
Bosque maulino de Gomortega keule.
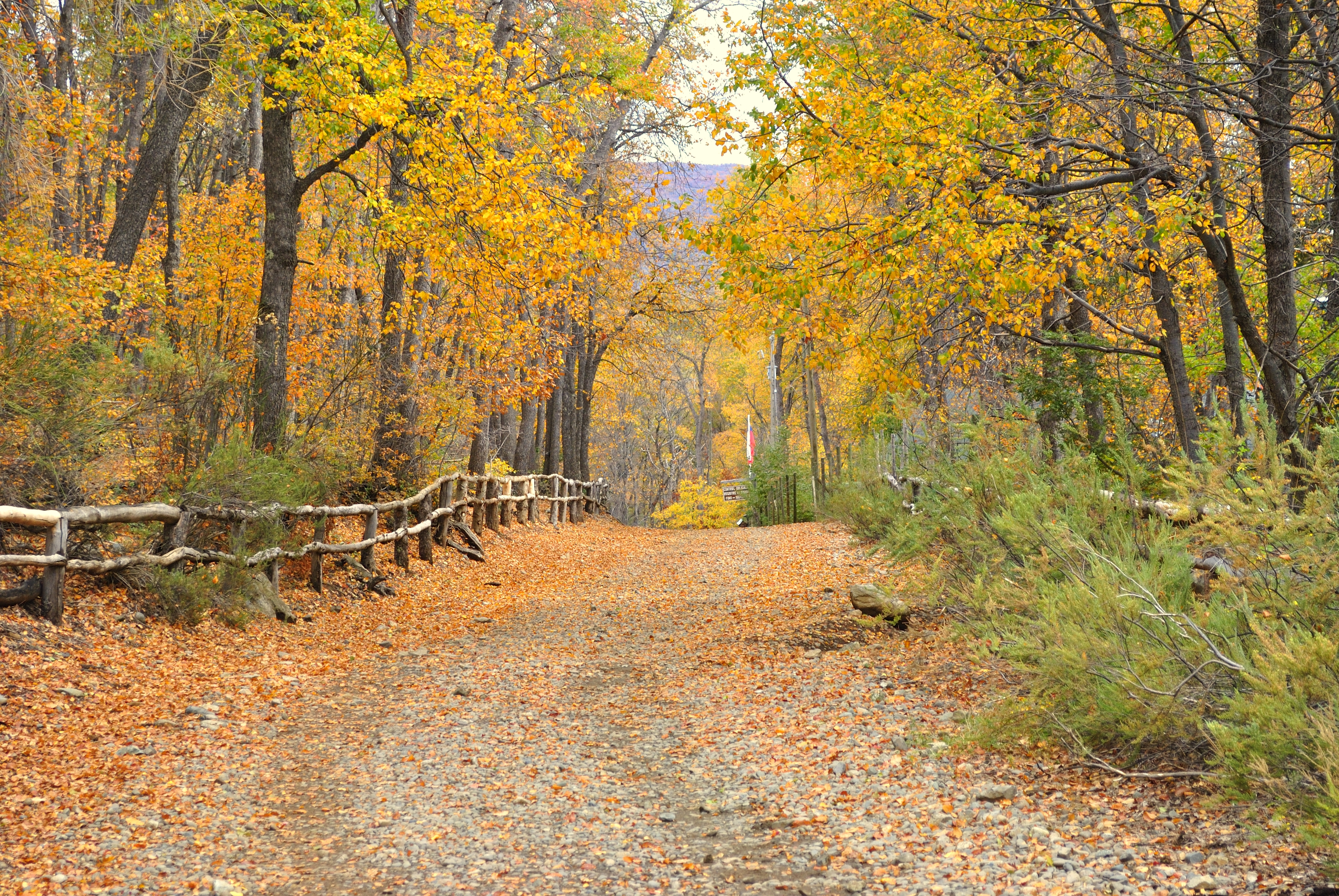
Bosques caducifolios en el acceso a la Reserva Nacional Altos de Lircay.
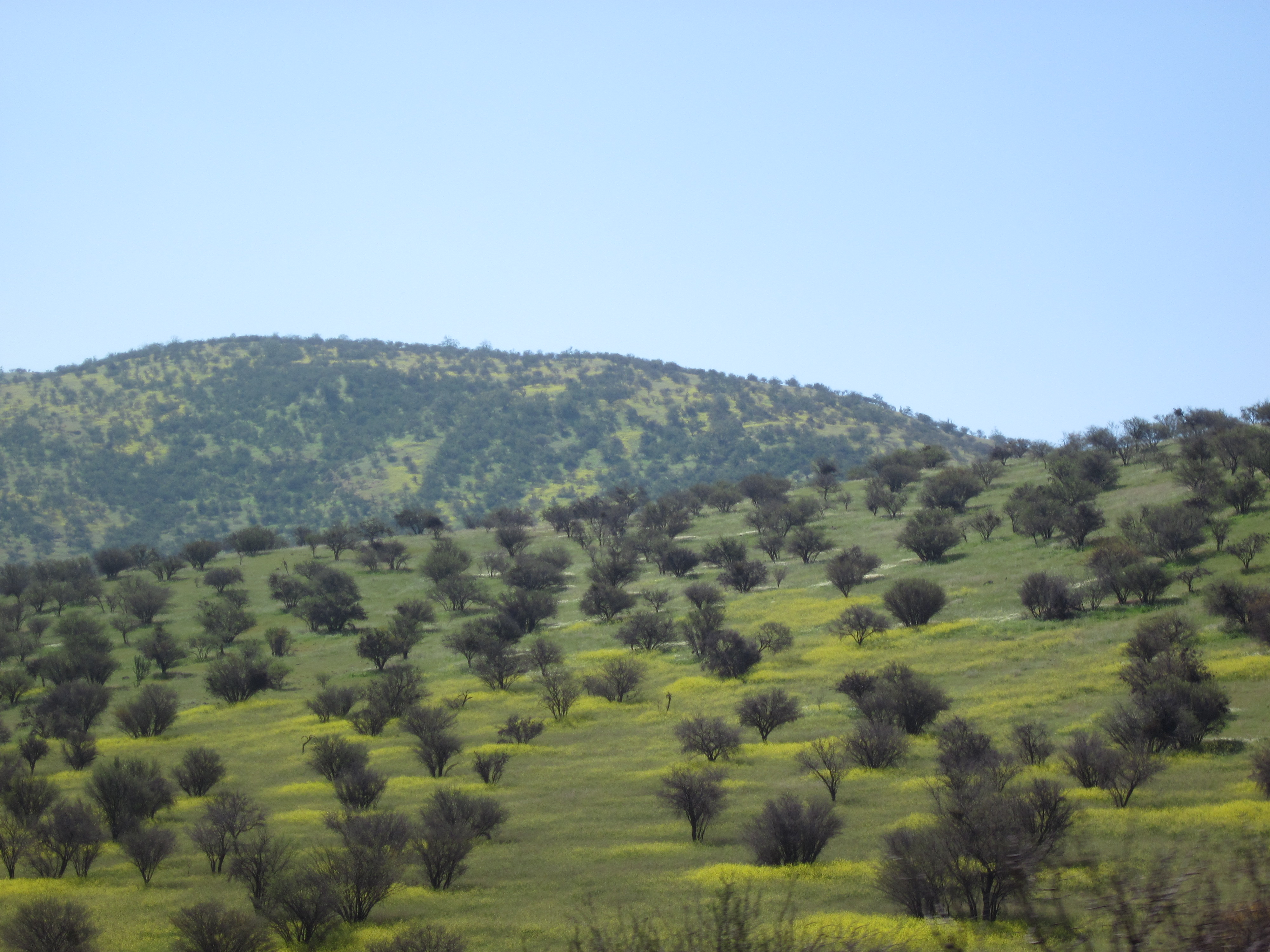
Sabanas mediterráneas, matorral de espino, o espinales de Acacia caven.

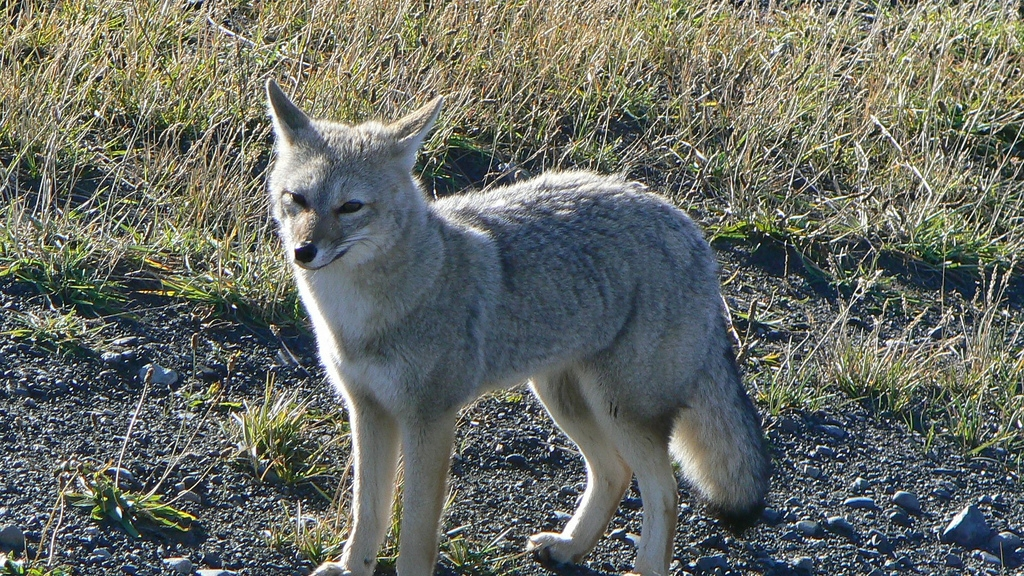
Lycalopex griseus.
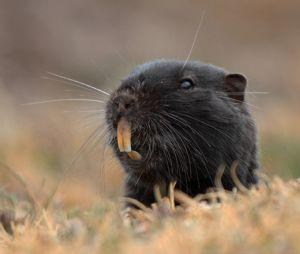
Spalacopus cyanus.
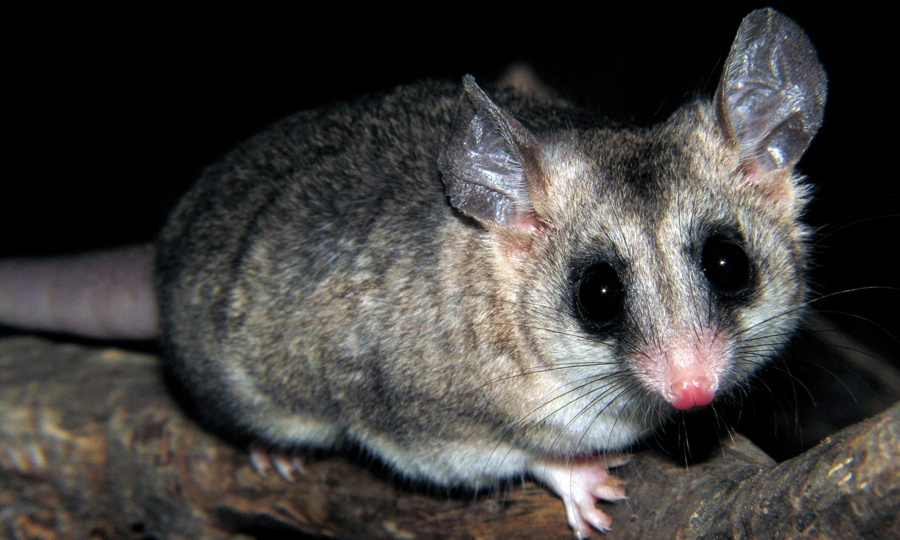
Thylamys elegans.
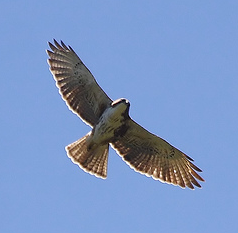
Buteo albigula.
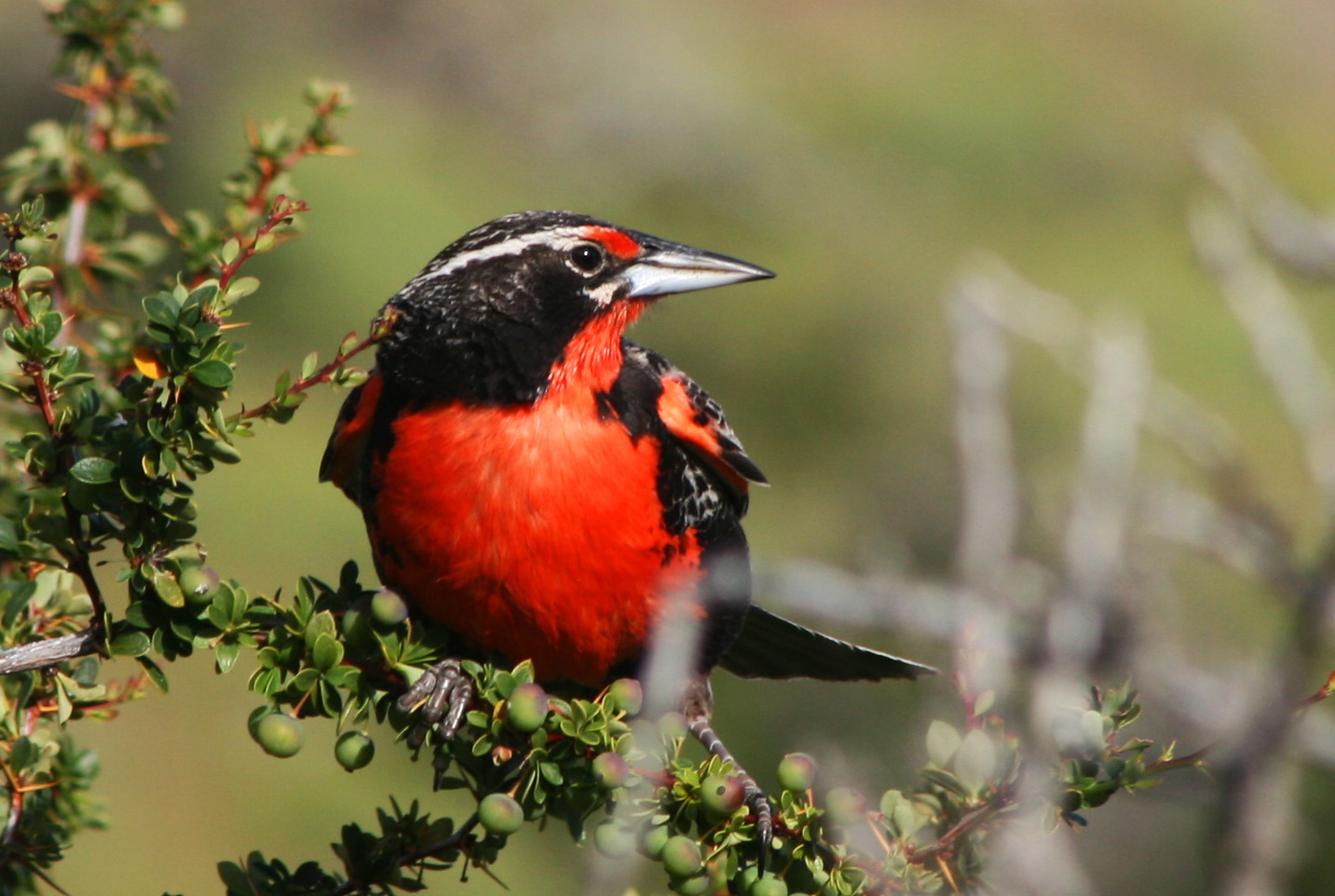
Sturnella loyca.
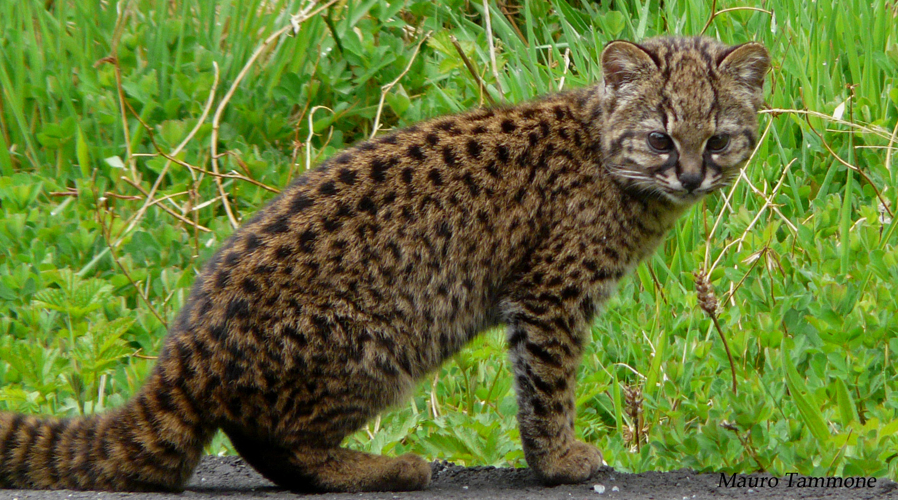
Leopardus guigna.

La flora y fauna de la zona central de Chile se caracteriza por su alta proporción de endemismos. Esta parte de Chile posee un clima templado mediterráneo, el cual se da en pocas partes del mundo. Este clima ha obligado a la flora adaptarse a veranos muy secos en comparación con inviernos lluviosos. Para no perder agua por la evaporación de esta en las hojas, muchas plantas han adoptado la estrategia evolutiva de tener hojas duras, como es el caso del quillay, el peumo y el boldo. Estos son árboles endémicos adaptados al clima de la Zona Central de Chile. La condición de hojas duras en las plantas de los bosques le ha dado el nombre a las formaciones boscosas de la región: bosque esclerófilo (esclerófilo: de hoja dura, en latín). En cuánto a la fauna, podemos mencionar especies características como el zorro culpeo, el puma, el águila mora y la codorniz, esta última es una especie introducida que se ha adaptado muy bien en el país y es una de las especies más representativas de la zona central. Similar en especies son los palmares, bosques secos de quillay, espinos y litres, entre otras especies, aunque se caracterizan más que nada por la presencia de Palmas Chilenas (Jubaea chilensis), una de las palmeras más australes del mundo. Esta especie está considerada como Vulnerable según la CONAF y principalmente se distribuye en la Cordillera de la Costa de la Zona Central.	
Otra de las formaciones naturales de la zona es el matorral chileno, que posee especies arbustivas como el romerillo (Baccharis linearis) o el colliguay (Colliguaja odorifera). Es un hábitat seco y caluroso, condición que se ve agravada por la escasez de árboles.	
El tercer hábitat terrestre de la Zona Central es el bosque caducifolio, el cual integra especies arbóreas del género Nothofagus tales como Nothofagus macrocarpa, Nothofagus obliqua o Nothofagus glauca. Estos bosques se destacan porque en otoño los árboles tiñen su follaje de rojo, amarillo o naranjo, para luego en invierno desprenderse de sus hojas.

## Urbanización

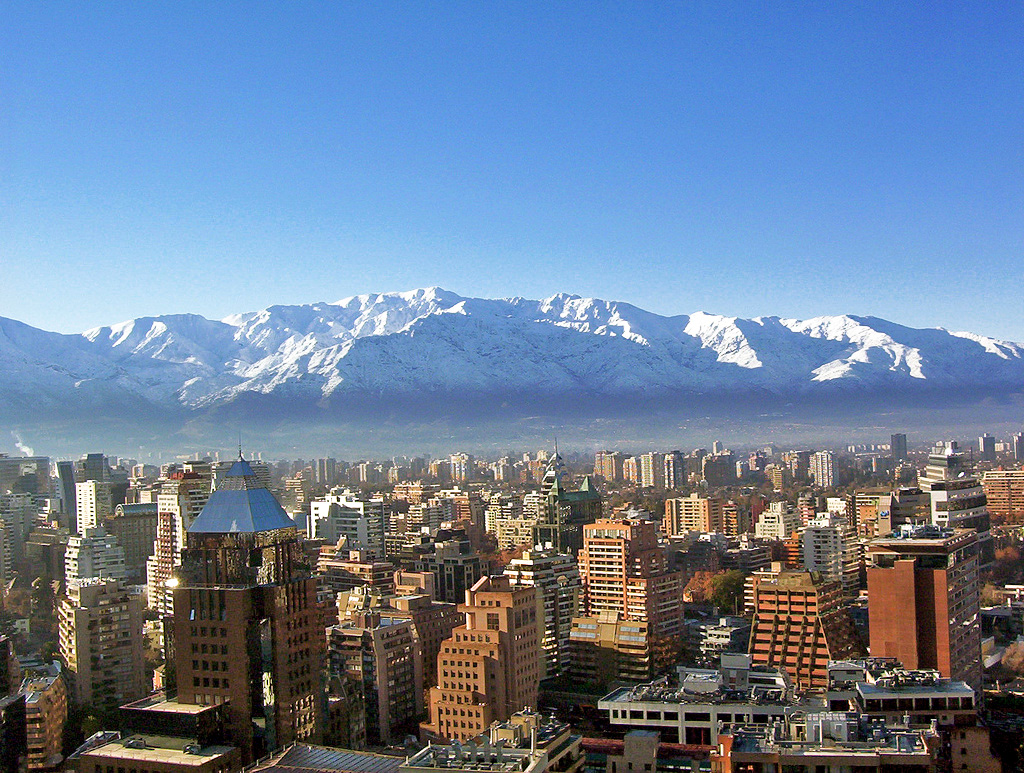
Vista parcial de Santiago, capital del país. La zona central es la que contiene la mayor cantidad de ciudades, pueblos y habitantes del país.

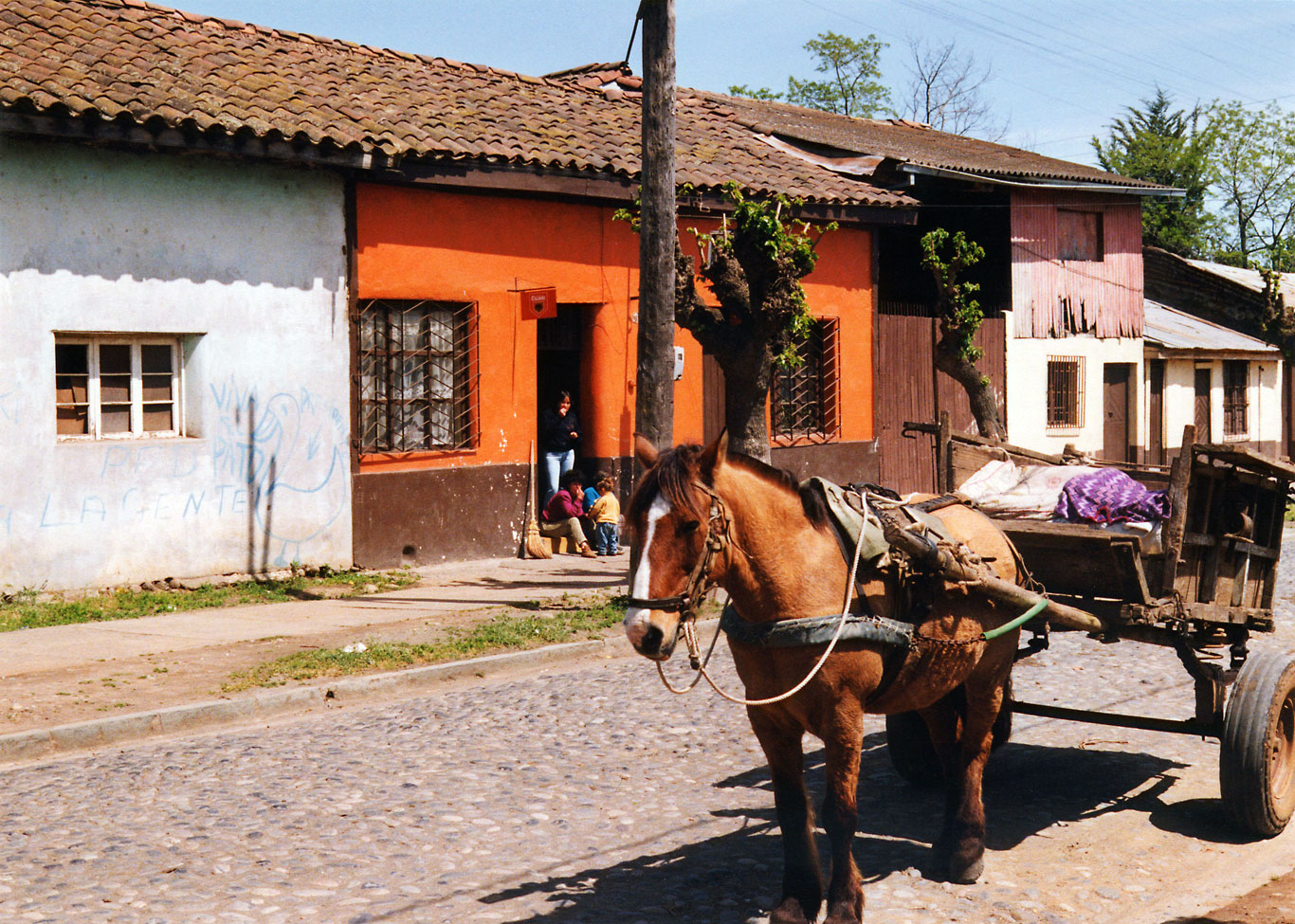
Molina, Región del Maule, típica zona rural chile

Los diez principales núcleos urbanos de la zona central de Chile ordenadas por población urbana (con datos de la población del censo de 2017), provincia y región son:
| N.º  | Ciudad           | Población | Provincia                    | Región                    |
| ---- | ---------------- | --------- | ---------------------------- | ------------------------- |
| 1.º  | Gran Santiago    | 6 257 516 | Santiago, Cordillera y Maipo | Metropolitana de Santiago |
| 2.º  | Gran Valparaíso  | 951 311   | Valparaíso y Marga Marga     | Valparaíso                |
| 3.º  | Gran Concepción  | 719 944   | Concepción                   | Biobío                    |
| 4.º  | Gran Talca       | 321 592   | Talca                        | Maule                     |
| 5.º  | Gran Rancagua    | 307 887   | Cachapoal                    | O'Higgins                 |
| 6.º  | Gran Chillán     | 215 646   | Diguillín                    | Ñuble                     |
| 7.º  | Gran Quillota    | 149 159   | Quillota                     | Valparaíso                |
| 8.º  | Los Ángeles      | 143 023   | Biobío                       | Biobío                    |
| 9.º  | Curicó           | 125 275   | Curicó                       | Maule                     |
| 10.º | Gran San Antonio | 118 668   | San Antonio                  | Valparaíso                |